# عبد الرزاق (تشالدران)
عبد الرزاق (بالفارسية: عبدالرزاق) هي قرية تقع في قسم ببه‌جيك (مقاطعة تشالدران) في إيران. يقدر عدد سكانها بـ 101 نسمة بحسب إحصاء 2016.